# Joseph Kassab (Pastor)
Dschūzīf Qassāb (arabisch جوزيف قصّاب, DMG Ǧūzīf Qaṣṣāb; * in Aleppo), meist englisch Joseph Kassab transkribiert, ist ein syrischer Pastor der Nationalen Evangelischen Kirche in Syrien und Libanon und seit 2017 Präsident des Obersten Rats der Evangelischen Kirche in Syrien und Libanon.

## Leben
Joseph Qassab wurde in Aleppo geboren, wo er an der Universität Aleppo 1979 ein Studium der angewandten Chemie begann und 1984 als Bachelor abschloss. 1985 ging er nach Beirut (Libanon), wo er an der Nahöstlichen Theologischen Schule bis zum Abschluss 1988 Theologie studierte, um dann am presbyterianischen Theologischen Seminar Princeton (USA) von 1988 bis 1990 weiter Theologie zu studieren und als Master der Praktischen Theologie abzuschließen. 1990 ging er mit seiner Ehefrau Najla Kassab (Nadschla Qassab), die ebenfalls in Princeton studiert hatte, nach Beirut, wo er Direktor der Abteilung für christliche Erziehung wurde. Im Mai 1992 erhielt er zudem die Ordination zum evangelischen Pastor der Nationalen Evangelischen Kirche in Syrien und Libanon.
2004 wurde Qassab zum Generalsekretär der Nationalen Evangelischen Synode von Syrien und Libanon gewählt und blieb in diesem Amt bis 2008. Erneut wurde er 2015 in dieses Amt gewählt. Am 1. Februar 2019 wurde er zudem als Nachfolger von Salim Sahiouny zum Präsidenten des Obersten Rats der Evangelischen Kirche in Syrien und Libanon gewählt, wobei Samuel Hanna als Vizepräsident im Amt bestätigt wurde.

## Privates
Joseph Kassab ist mit Najla Kassab verheiratet, die seit März 2017 Pastorin und seit Juli 2017 Präsidentin der Weltgemeinschaft Reformierter Kirchen (WGRK) ist. Sie leben in Beirut und haben drei Kinder – zwei Töchter und einen Sohn.

## Anmerkung zum Namen (Aussprache)
Die im Namen Joseph Kassab verwendete Namensvariante von „Joseph“ (arabisch جوزيف, DMG Ǧūzīf) wird ähnlich wie im Englischen, also anders ausgesprochen als die wesentlich häufigere traditionelle Variante (arabisch يوسف, DMG Yūsif), die auch in den Bibelübersetzungen (hier Ketab el-Hayat, كتاب الحياة, „das Buch des Lebens“) für Josef Ben Jakob (Gen 37,ff ) und Josef von Nazaret (Mt 1,15–25 , Mt 13,55 , Joh 1,45 , 6,42 , Lk 3,23  und Lk 4,22 ) verwendet wird und deren arabische Namensträger meist mit Yusuf oder Youssef transkribiert werden.
Der Name Qassab (قصاب, DMG Qaṣṣāb, Aussprache Qāf als stimmloser uvularer Verschlusslaut [⁠q⁠] und Sād emphatisch) bedeutet übersetzt „Fleischer“, hat also, anders als die mangelhafte Transkription „Kassab“ vermuten lassen könnte, nichts mit der syrischen Ortschaft Kassab (كسب, DMG Kasab) zu tun.